# 厚別町下野幌
厚別町下野幌（あつべつちょう しものっぽろ）とは、札幌市厚別区の地名。同区内の東端に位置し、江別市に隣接する。
1885年（明治18年）、福岡県から入植した石松弥七と小ヶ口石太郎によって開拓が始まった。当時は一面の森林地帯であり、住人にとって炭焼きが唯一の収入源だった。
かつての厚別町下野幌は広範囲を指していたが、青葉町やもみじ台が分区され、新札幌駅周辺は厚別中央となり、さらには札幌テクノパークの所在地が「下野幌テクノパーク」として制定されるに及んで、野幌森林公園沿いの非宅地化地域が残るのみとなっている。

## 施設
- 北星学園大学附属高等学校
- 北海道開拓の村（一部）